# أحمد ماضي
أحمد ماضي هو شاعر غنائي لبناني مثير للجدل وهو نجل الشاعر محمد ماضي. تتميز أعمال أحمد بالإحساس الجميل الممزوج ببساطة الكلمة على طريقة السهل الممتنع.
كتب العديد من الأغاني الضاربة لمجموعة من كبار نجوم الصف الأول في الوسط الفني اللبناني مثل فضل شاكر، إليسا، وائل جسار، زياد برجي، نانسي عجرم، عاصي الحلاني، راغب علامة وآخرين.
يعتبره الكثيرون شخصية مثيرة للجدل، حيث يرى منتقدوه أنه مشاكس وكثير الخصومات مع زملائه الفنانين بسبب التصريحات النارية التي يدلي بها لوسائل الإعلام عبر إطلالاته التلفزيونية أو في الصحافة المقروءة أو حتى من خلال تغريداته عبر حسابه الشخصي على تويتر, فيما يرى آخرون أنه يتحلى بشخصية صادقة وعفوية ويبدي رأيه بصراحة بعيداً عن التملّق.

## أغنية «رجب» وبداية شهرته
في عام 2005 كتب أحمد ماضي أغنية شعبية باللهجة المصرية بعنوان «رجب» للمغنية الاستعراضية اللبنانية هيفاء وهبي، وكانت تلك هي الأغنية التي جعلته معروفاً في الوسط الفني بعد أن كان شاعراً مغموراً. والجدير بالذكر، أن «ماضي» ندم على كتابة لتلك الأغنية التي اضطر لكتابتها لحاجته للمال في بداياته حيث أن هذا النوع من الأغاني الاستعراضية يلاقي رواجا عند الجمهور ويحقق أرباحاً عالية، وفي تصريح للصحفية مايا الخوري بهذا الشأن، قال أحمد ماضي:
«عندما انطلقت قدمت لوناً استعراضياً في أغنية {رجب} لهيفا، عندها لم أكن حريصاً على مستوى الأغنية، فسرت في الموجة السائدة، خصوصاً أنني لم أكن قد خبرت الوجع الحياتي بعد، لأفكّر بوعيٍ أكبر تجاه تقديم لون غنائي معيّن. إنما راهناً أرفض كتابة أغانٍ مماثلة، مهما كان المردود المادي كبيراً، حرصاً على تقديم أعمال تواجه الموجات السائدة، مهما كان المسؤول عنها، لذا أتمنى أن يقدّر الزملاء الشعراء والملحنون ما نسعى إليه، ويتعاونوا معنا.»

## أجمل أعماله
أبرز الأغاني التي كتبها ماضي مع بيان المغني والملحن 
| الأغنية    | الملحن      | المغني          |
| جوا الروح  | صلاح الكردي | فضل شاكر وإليسا |
| يا مرايتي  | زياد برجي   | إليسا           |
| يا غالي    | زياد برجي   | نانسي عجرم      |
| حبيبي      | زياد برجي   | زياد برجي       |
| سنين رايحة | راغب علامة  | راغب علامة      |
| أنا بنسحب  | بلال الزين  | وائل جسار       |
| أول حبيب   | صلاح الكردي | آدم             |